# Bejcgyertyános, Vas
Bejcgyertyános  este un sat în districtul Sárvár, județul Vas, Ungaria, având o populație de 454 de locuitori (2011). 

## Demografie
Componența etnică a satului Bejcgyertyános
     Maghiari (97,09%)
     Germani (2,91%)
Componența confesională a satului Bejcgyertyános
     Romano-catolici (79,96%)
     Necunoscută (18,28%)
     Alte religii (1,76%)
Conform recensământului din 2011, satul Bejcgyertyános avea 454 de locuitori. Din punct de vedere etnic, majoritatea locuitorilor (97,09%) erau maghiari, cu o minoritate de germani (2,91%).  Din punct de vedere confesional, majoritatea locuitorilor (79,96%) erau romano-catolici. Pentru 18,28% din locuitori nu este cunoscută apartenența confesională.